# داني إليس
داني إليس (بالإنجليزية: Danny Ellis)‏ هو مغن مؤلف وكاتب أيرلندي، ولد في 18 يوليو 1947.

## وصلات خارجية
- داني إليس على موقع ميوزك برينز (الإنجليزية)
- داني إليس على موقع ديسكوغز (الإنجليزية)